# Маріян Христов
Маріян Христов (болг. Мариян Христов, нар. 29 липня 1973, Ботевград) — болгарський футболіст, що грав на позиції півзахисника. По завершенні ігрової кар'єри — тренер.
Виступав, зокрема, за клуб «Кайзерслаутерн», у складі якого ствав чемпіоном Німеччини, а також національну збірну Болгарії, з якою був учасником чемпіонату світу 1998 та Євро-2004.

## Клубна кар'єра
У дорослому футболі дебютував 1993 року виступами за команду «Балкан» з рідного Ботевграда, в якій провів один сезон, взявши участь у 19 матчах чемпіонату. 
Згодом з 1994 по 1997 рік грав у складі команд провідних болгарських клубів «Славія» (Софія) та «Левскі».
Своєю грою за останню команду привернув увагу представників тренерського штабу німецького «Кайзерслаутерна», до складу якого приєднався 1997 року. Відіграв за кайзерслаутернський клуб наступні сім сезонів своєї ігрової кар'єри. У першому ж сезоні виступів у Німеччині виборов титул чемпіона Німеччини.
2004 року перейшов до іншого німецького клубу, «Вольфсбурга», за команду якого вже, утім, майже не грав.
Протягом 2008–2010 років був граючим тренером своєї рідної команди «Балкан» (Ботевград).

## Виступи за збірну
1996 року дебютував в офіційних матчах у складі національної збірної Болгарії. Протягом кар'єри у національній команді, яка тривала 12 років, провів у формі головної команди країни 45 матчів, забивши 4 голи.
У складі збірної був учасником чемпіонату світу 1998 року у Франції та чемпіонату Європи 2004 року у Португалії. На мундіалі виходив на поле у двох матчах. На континентальній першості взяв участь в усіх трьох матчах болгарської команди на турнірі, які вона програла із сукупним рахунком 1:9.

## Кар'єра тренера
Перший тренерський досвід отримував у рідній команді «Балкан» (Ботевград), де пропрацював з 2008 по 2010 рік як головний тренер, поєднуючи тренерську роботу з епізодичними виходами на поле.
2013 року увійшов до тренерського штабу клубу «Левскі».

## Титули і досягнення
- Чемпіон Німеччини (1):

«Кайзерслаутерн»:  1997-1998